# Regionalwahl in Molise 2013
Die Regionalwahl in Molise 2013 fand am 24. und 25. Februar statt; der Regionalrat und der Präsident der Region Molise wurden gleichzeitig gewählt.

## Wahlergebnis
| Kandidaten                     | Kandidaten                     | Stimmen | %    | Listen                                                   | Stimmen | %    | Mandate |
| ------------------------------ | ------------------------------ | ------- | ---- | -------------------------------------------------------- | ------- | ---- | ------- |
|                                | Paolo Di Laura Fratturagewählt | 85.881  | 44,7 | Partito Democratico                                      | 24.892  | 14,8 | 3       |
| Rialzati Molise                | Paolo Di Laura Fratturagewählt | 85.881  | 44,7 | 14.282                                                   | 8,5     | 1    |         |
| Italia dei Valori              | Paolo Di Laura Fratturagewählt | 85.881  | 44,7 | 12.156                                                   | 7,2     | 1    |         |
| Unione per il Molise           | Paolo Di Laura Fratturagewählt | 85.881  | 44,7 | 11.022                                                   | 6,6     | 1    |         |
| Popolari UDEUR                 | Paolo Di Laura Fratturagewählt | 85.881  | 44,7 | 6.831                                                    | 4,1     | 1    |         |
| Partito dei Comunisti Italiani | Paolo Di Laura Fratturagewählt | 85.881  | 44,7 | 5.512                                                    | 3,3     | 1    |         |
| Sinistra Ecologia Libertà      | Paolo Di Laura Fratturagewählt | 85.881  | 44,7 | 5.015                                                    | 3,0     | 1    |         |
| Partito Socialista Italiano    | Paolo Di Laura Fratturagewählt | 85.881  | 44,7 | 3.149                                                    | 1,9     | –    |         |
| Noi per il Molise              | Paolo Di Laura Fratturagewählt | 85.881  | 44,7 | 1.282                                                    | 0,8     | –    |         |
| Mandate der Listengruppe       | Paolo Di Laura Fratturagewählt | 85.881  | 44,7 | –                                                        | –       | 4    |         |
| ↳ Gesamt                       | Paolo Di Laura Fratturagewählt | 85.881  | 44,7 | 84.141                                                   | 50,1    | 13   |         |
|                                | Angelo Michele Iorio           | 49.567  | 25,8 | Il Popolo della Libertà                                  | 17.310  | 10,3 | 2       |
| Unione di Centro               | Angelo Michele Iorio           | 49.567  | 25,8 | 10.514                                                   | 6,3     | 1    |         |
| Grande Sud                     | Angelo Michele Iorio           | 49.567  | 25,8 | 8.565                                                    | 5,1     | 1    |         |
| Progetto Molise                | Angelo Michele Iorio           | 49.567  | 25,8 | 7.383                                                    | 4,4     | –    |         |
| La Destra - Riformisti         | Angelo Michele Iorio           | 49.567  | 25,8 | 2.440                                                    | 1,5     | –    |         |
| Nicht gewählte Direktkandidat  | Angelo Michele Iorio           | 49.567  | 25,8 | –                                                        | –       | 1    |         |
| ↳ Gesamt                       | Angelo Michele Iorio           | 49.567  | 25,8 | 46.212                                                   | 27,5    | 5    |         |
|                                | Antonio Federico               | 32.200  | 16,8 | Movimento 5 Stelle                                       | 20.437  | 12,2 | 2       |
|                                | Massimo Romano                 | 21.160  | 11,0 | Costruire Democrazia                                     | 8.503   | 5,1  | 1       |
| Fare Molise                    | Massimo Romano                 | 21.160  | 11,0 | 4.941                                                    | 2,9     | –    |         |
| Democratici per il Molise      | Massimo Romano                 | 21.160  | 11,0 | 1.114                                                    | 0,7     | –    |         |
| ↳ Gesamt                       | Massimo Romano                 | 21.160  | 11,0 | 14.558                                                   | 8,7     | 1    |         |
|                                | Antonio De Lellis              | 2.158   | 1,1  | Rivoluzione Democratica (Rivoluzione Civile - PRC - FdV) | 1.562   | 0,9  | –       |
|                                | Camillo Colella                | 1.141   | 0,6  | Lavoro Sport e Sociale                                   | 873     | 0,5  | –       |
| Gesamt                         | Gesamt                         | 192.107 | 100  |                                                          | 167.783 | 100  | 21      |